# 다송중학교
다송중학교(多松中學校)는 대한민국 부산광역시 사하구 다대동에 있는 공립 중학교이다.

## 학교 연혁
- 1993년 2월 20일 : 다대여자중학교 설립인가
- 1993년 3월 1일 : 초대 김영갑 교장 취임
- 1993년 3월 5일 : 제1회 개교 및 입학식 거행(10학급 519명)
- 1996년 2월 16일 : 제1회 졸업식 거행(10학급 521명)
- 1999년 3월 1일 : 다송중학교로 교명 변경(남녀공학)
- 2009년 3월 1일 : 부산광역시교육청지정 방과후학교 연구시범학교 지정 운영
- 2010년 1월 6일 : 자율학교 지정(교육과정 다양화 학교)
- 2017년 11월 22일 : 체력단련실 설치
- 2017년 12월 31일 : 진로활동실 리모델링
- 2024년 3월 1일 : 제12대 김승희 교장 취임
- 2025년 2월 6일 : 제30회 졸업식(남 63명, 여 53명 총 116명, 누계 8,908명)
- 2025년 3월 4일 : 제33회 입학식(남 58명, 여 67명 총 125명)

## 참고 자료
- 다송중학교 - 한국교육학술정보원 학교알리미